# Michel Benita
Michel Benita (Algiers, 1954) is een Algerijnse contrabassist die sinds het begin van de jaren tachtig actief is in de jazz. 
Toen Benita vijf was, vertrok zijn familie naar Frankrijk, waar hij aan het conservatorium van Montpellier gitaar studeerde en later contrabas. Hij speelde in het zuiden van Frankrijk met onder meer Bill Coleman en had lessen bij Henri Texier. 
In 1981 verhuisde hij naar Parijs, waar hij als studio- en sessiemuzikant ging werken. Hij werkte er onder meer met Joe Lovano, Lee Konitz, Michel Legrand, Horace Parlan en Archie Shepp. Hij speelde in het kwartet van François Jeanneau en, vanaf 1986, in diens Orchestre National de Jazz. In 1988 begon hij met de pianiste Rita Marcotulli, Dewey Redman en Aldo Romano een kwartet, waarmee hij onder andere zijn composities ging spelen en een paar platen opnam. Met Aldo Romano had hij later nog een andere band, Palatino. Sinds  1999 vormt hij met Peter Erskine en Nguyê Lê een trio, ELB, wat ook tot opnames leidde. In 2012 verscheen een eerste album van het trio Libero, met Andy Sheppard en Sebastian Rochford. Verder werkte Benita onder meer met Martial Solal, Gil Evans, McCoy Tyner, Toots Thielemans, Dino Saluzzi en Robert Wyatt.

## Discografie (selectie)
- Preferences (met Redman, Marcotulli en Romano), Label Bleu, 1990
- Soul (idem), Label Bleu, 1994
- Dream Flight (met ELB), Act Music + Vision, 2008
- Ramblin' (met Manu Codjia, Plus Loin, 2008
- Trio Libero, ECM/BMG Records, 2012

- Bibsys: 12019315
- Bibliothèque nationale de France: cb139219577 (data)
- Gemeinsame Normdatei: 135068118
- International Standard Name Identifier: 0000 0000 5513 8796
- Library of Congress Control Number: no98027470
- Nationale Bibliotheek van Letland: 000037812
- MusicBrainz: 376ec2b3-b929-4dfc-ab4a-9724bda9ab06
- Système universitaire de documentation: 11257873X
- Virtual International Authority File: 29719898
- WorldCat: E39PBJdmqk7hmccrvJQwxXRFrq